# Simone Gattoni
Simone Gattoni (Broni, 10 febbraio 1984) è un produttore cinematografico italiano, candidato al David di Donatello per il miglior produttore per Esterno notte.

## Biografia
Simone Gattoni è nato il 10 febbraio 1984 a Broni. Nel 2012, ha prodotto S.B. - Io lo conoscevo bene, presentato al Festival internazionale del film di Roma 2012. Nel 2015, ha iniziato a lavorare con Marco Bellocchio, producendo Sangue del mio sangue. Nel 2018, ha fondato con Michael Weber e Laura Buffoni la società di produzione cinematografica Similar, con cui ha realizzato il film Tommaso di Abel Ferrara. L'anno seguente, è stato inserito da Variety tra i 10 Producers to Watch. Nel 2023, è stato candidato al David di Donatello per il miglior produttore per Esterno notte.

## Filmografia

### Produttore

#### Cinema
- Principessa, regia di Giorgio Arcelli (2008)
- Il silenzio di Pelesjan, regia di Pietro Marcello (2011)
- S.B. - Io lo conoscevo bene, regia di Giacomo Durzi e Giovanni Fasanella (2012)
- Sangue del mio sangue, regia di Marco Bellocchio (2015)
- Fai bei sogni, regia di Marco Bellocchio (2016)
- Il mio Godard, regia di Michel Hazanavicius (2017)
- Tommaso, regia di Abel Ferrara (2019)
- Il traditore, regia di Marco Bellocchio (2019)
- Marx può aspettare, regia di Marco Bellocchio (2021)
- Töchter, regia di Nana Neul (2021)
- Esterno notte, regia di Marco Bellocchio (2022)
- Il signore delle formiche, regia di Gianni Amelio (2022)
- Rapito, regia di Marco Bellocchio (2023)
- Te l'avevo detto, regia di Ginevra Elkann (2023)
- Volare, regia di Margherita Buy (2023)
- Gli Immortali, regia di Anne Riitta Ciccone (2023)
- Roma, santa e dannata, regia di Daniele Ciprì (2023)
- Portrait of a Certain Orient, regia di Marcelo Gomes (2024)
- Campo di battaglia, regia di Gianni Amelio (2024)
- Il tempo che ci vuole, regia di Francesca Comencini (2024)
- La vita accanto, regia di Marco Tullio Giordana (2024)

#### Televisione
- La linea verticale – serie TV, 8 episodi (2018)
- Bang Bang Baby – serie TV, 10 episodi (2022)
- Sei pezzi facili, regia di Paolo Sorrentino – miniserie TV (2022)
- M. Il figlio del secolo, regia di Joe Wright – miniserie TV (2025)

#### Cortometraggi
- Aspettando le quattro del pomeriggio, circa, regia di Simone Gattoni (2009)
- Marco Bellocchio, Venezia, regia di Pietro Marcello (2011)
- Frammenti, regia di Franco Piavoli (2012)
- Per una rosa, regia di Marco Bellocchio (2017)
- La lotta, regia di Marco Bellocchio (2018)
- Frontiera, regia di Alessandro Di Gregorio (2018)
- Passatempo, regia di Gianni Amelio (2019)
- Se posso permettermi, regia di Marco Bellocchio (2021)
- De l'amour perdu, regia di Lorenzo Quagliozzi (2023)

### Regista
- Aspettando le quattro del pomeriggio, circa (2009)
- Sogni (2010)
- Petit dejeuner (2011)
- La fabbrica (2012)

### Sceneggiatore
- Aspettando le quattro del pomeriggio, circa (2009)
- Sogni (2010)
- La fabbrica (2012)

## Riconoscimenti
- David di Donatello
  - 2023 - Candidatura al miglior produttore per Esterno notte